# グラーツ市電500形電車
500形は、オーストリア・グラーツの路面電車であるグラーツ市電に在籍する車両。旧型電車の置き換えを目的に導入された3車体連接車である。この項目では、ドイツのデュースブルク市電（デュースブルク）から譲渡された同型車両である520形についても解説する。

## 概要

### 500形
1970年代、長らくグラーツ市電で運用されていた2軸車（200形）は老朽化が進み始めた他、必要とする車掌の人数が多く人件費の面からも問題があった。そこで、これらの車両の置き換えを目的に発注が行われたのが500形である。
ドイツの鉄道車両メーカーであったデュッセルドルフ車両製造（→デュワグ）とライセンス契約を結んだオーストリアの企業、シメリング・グラーツ・パウカー（現：シーメンス）によって製造された車両で、デュッセルドルフ車両製造が開発した路面電車車両のマンハイム形（Typ Mannheim）に準拠した車体を有している。これは従来同社が生産していた車両（デュワグカー）と比べて窓の大型化を始めとした改良が施され、快適性・安全性が向上した車両である。車体は右側通行に対応した片運転台式の3車体連接車で、製造当初から信用乗車方式に対応した車内レイアウトが採用されている。これらの設計に際しては、次項で述べるデュースブルク市電向けのマンハイム形が基となっている。

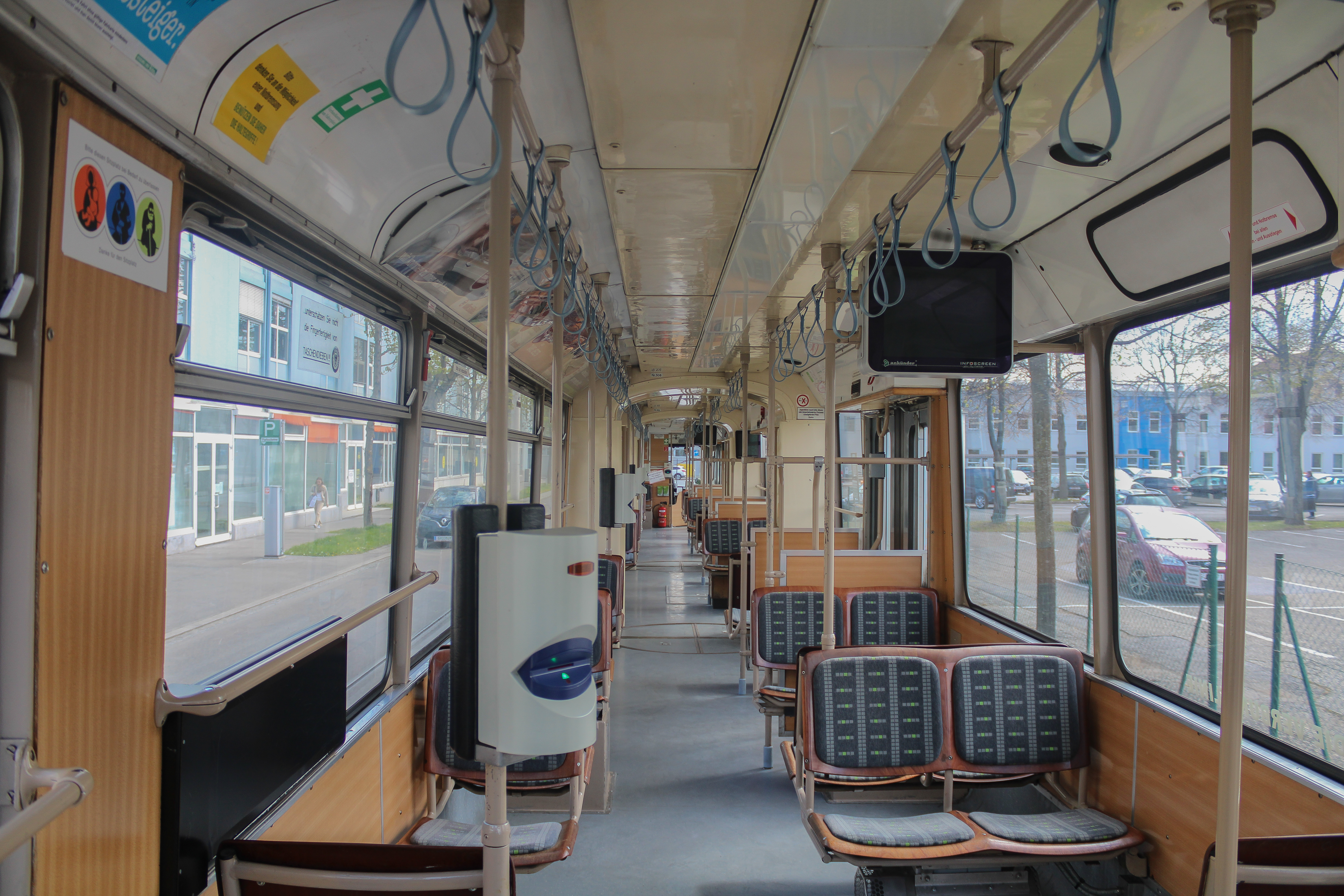
車内
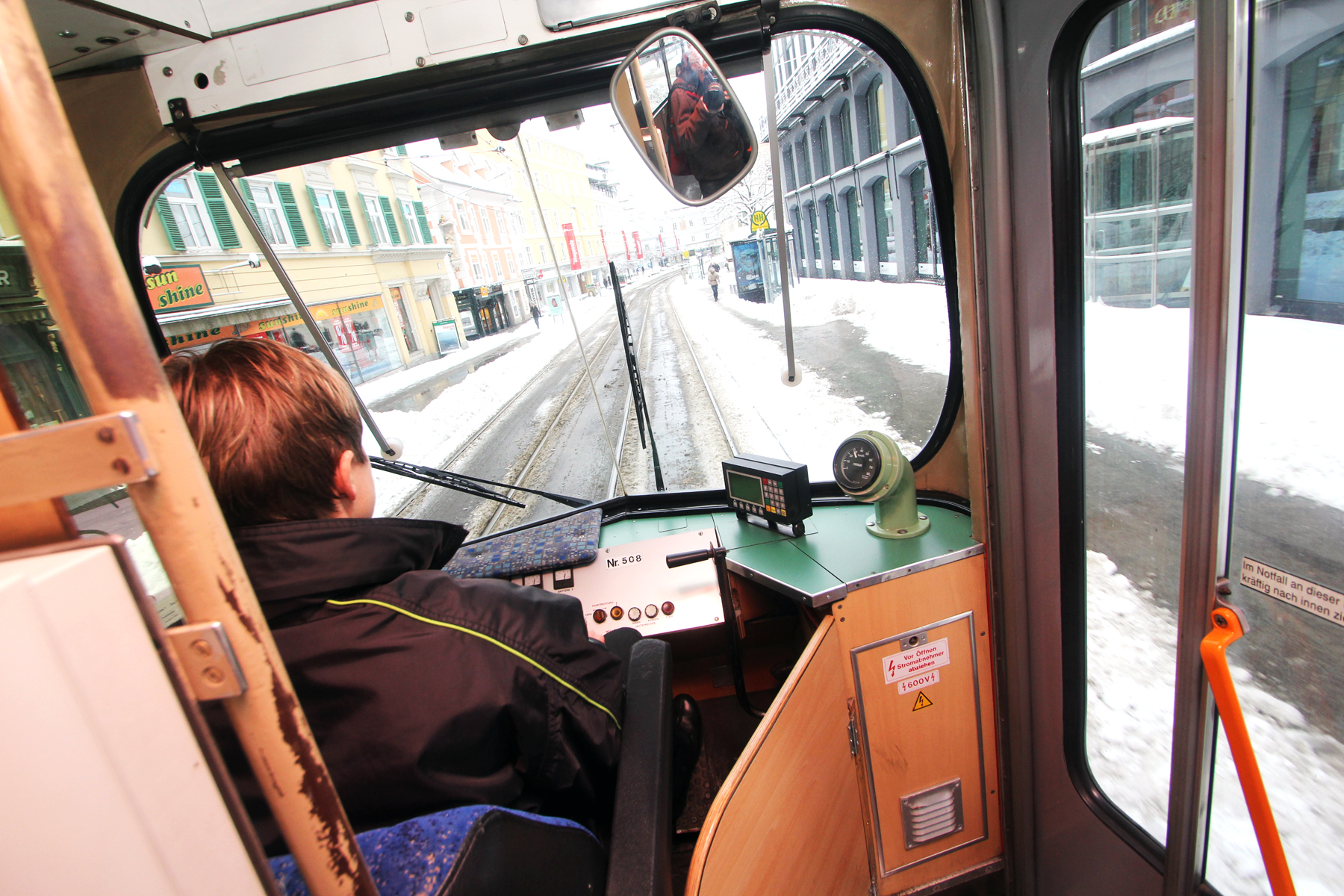
運転台

1977年から1978年にかけて10両（1 - 9、850）が導入されたが、そのうち850についてはグラーツ市の創立850周年を記念した車両で、製造当初は布張りの座席や色付きの側面窓、床に敷かれたカーペットなどの特別仕様となっていた。ただしその後、850は1985年に車両番号の変更（850→10）が行われ、座席を除いて内装も他車と統一された。そして1987年には全車に対して再度の番号変更（1 - 10→501 - 510）が実施されている。2016年には延命工事が行われており、2023年時点でも全車が在籍しているが、2020年代中盤以降に導入される超低床電車による置き換えが検討されている。

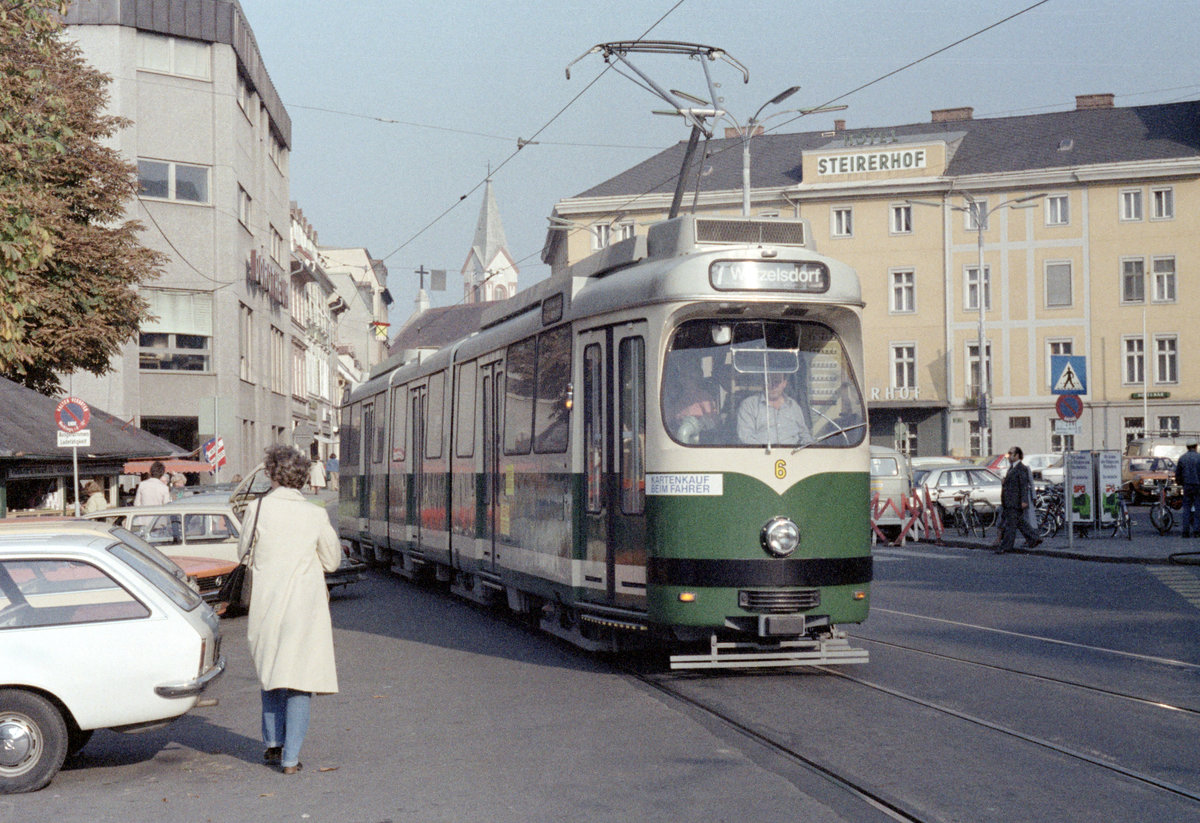
製造当初は車両番号が異なっていた（6）（1978年撮影）
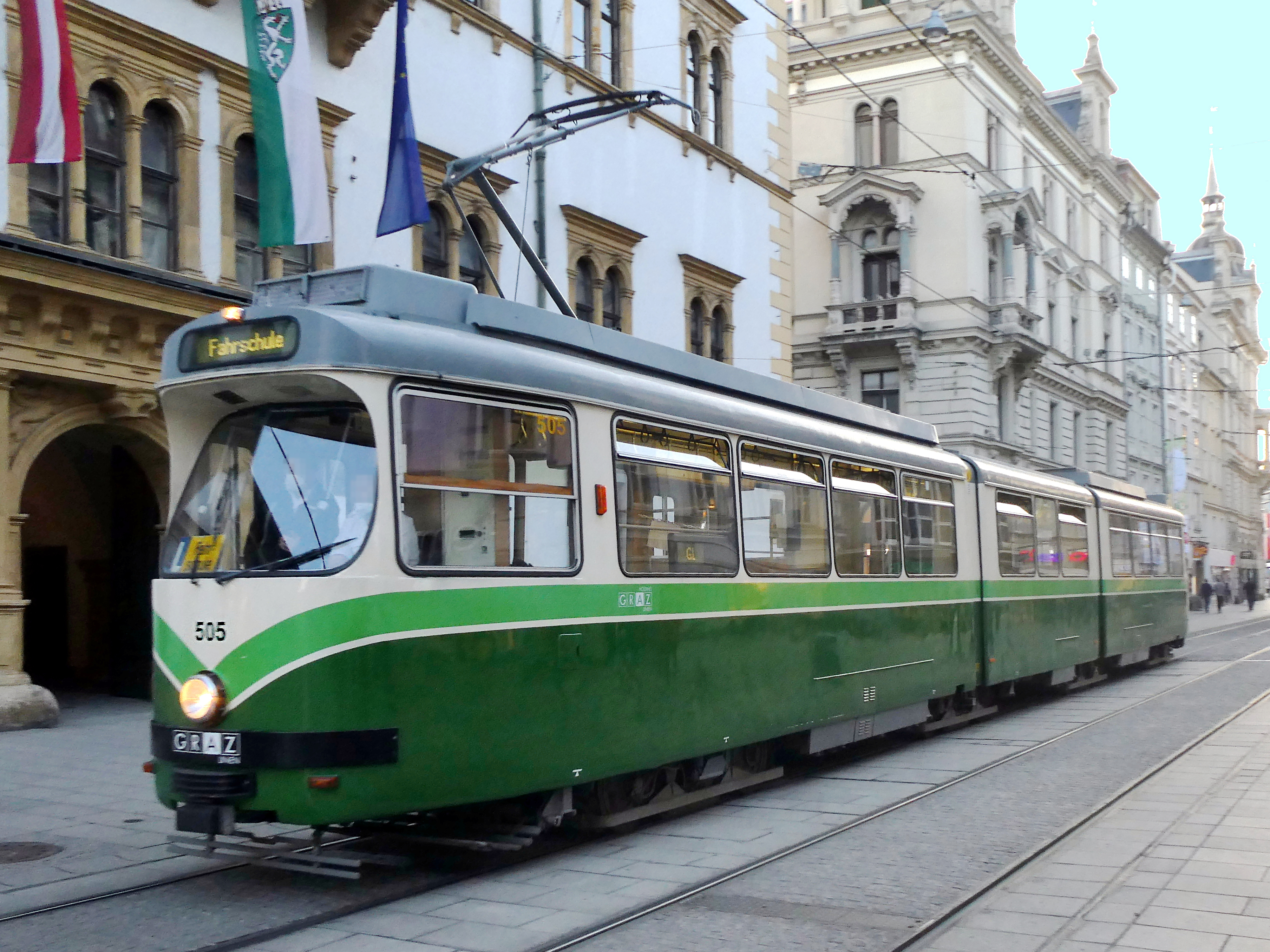
505（2020年撮影）
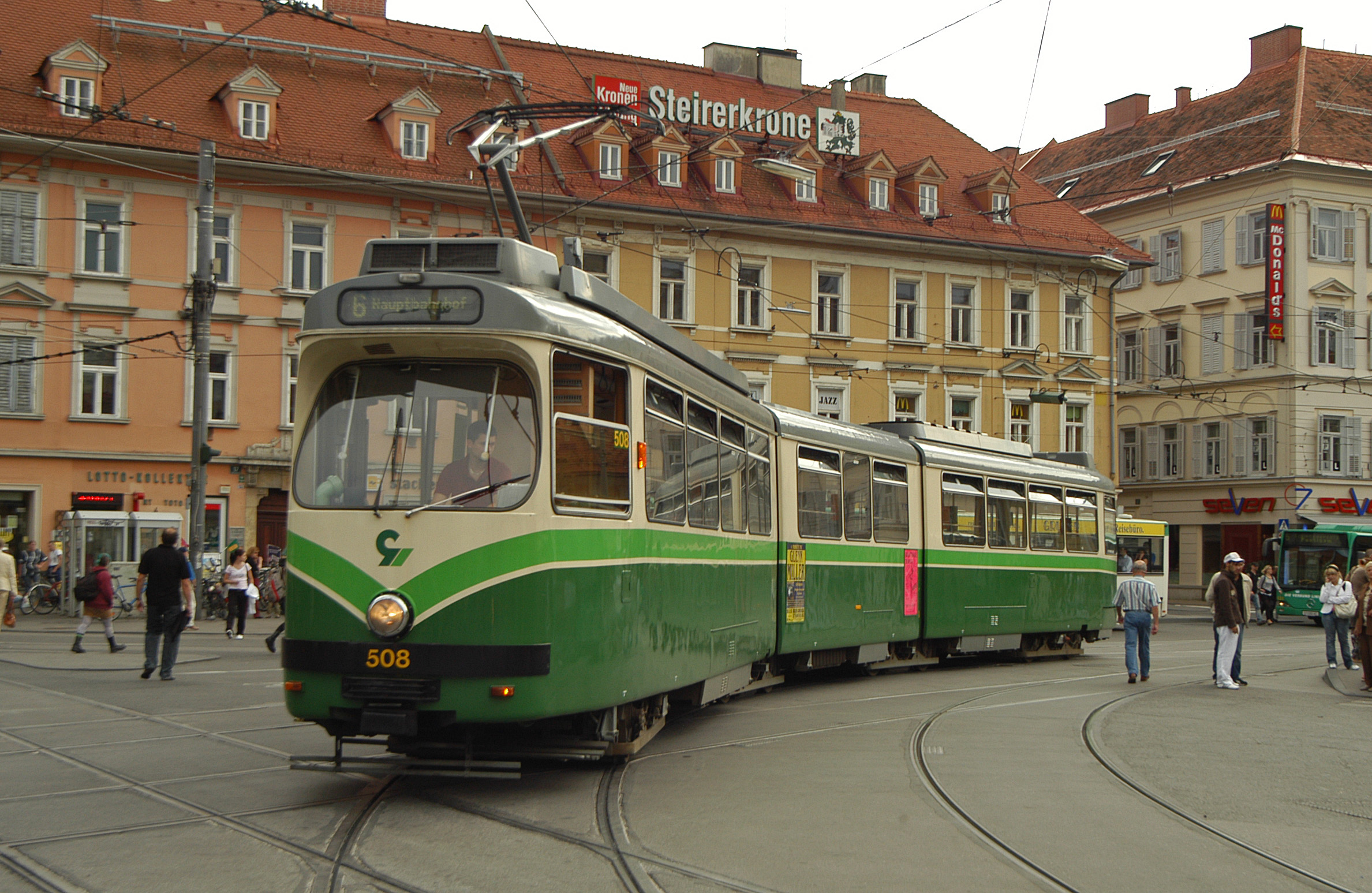
508（2007年撮影）

### 520形

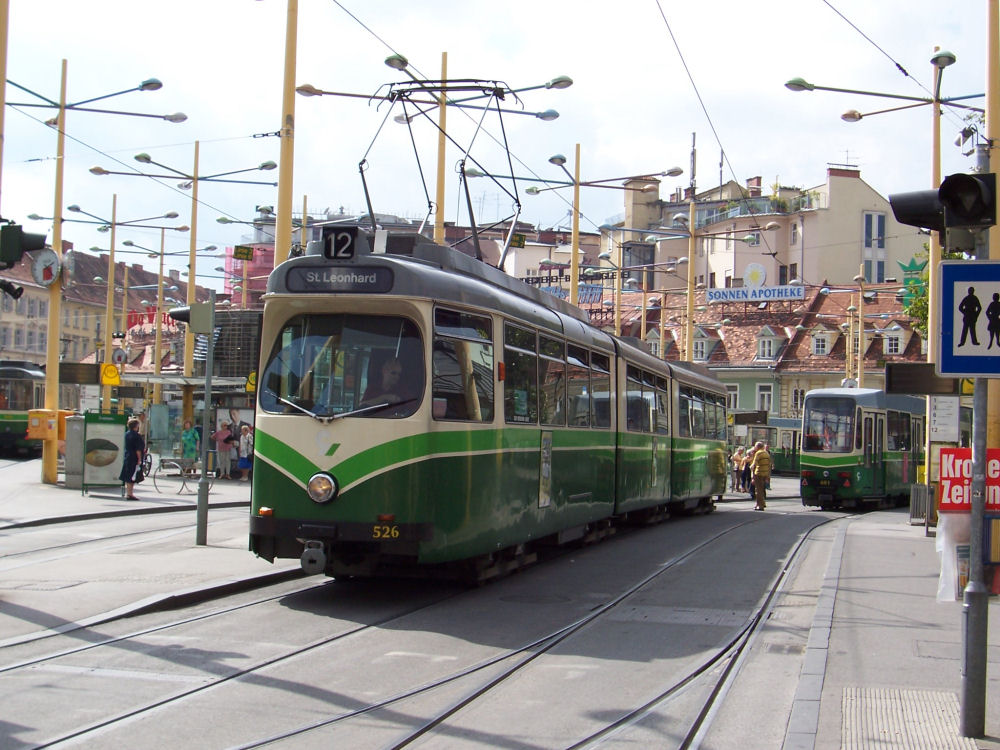
520形（526）
（2005年撮影）

1980年代のグラーツ市電では2軸車の置き換えを継続させるためにドイツで廃止となったヴッパータール市電（ヴッパータール）から連接車を譲受したが（550形）、老朽化が進んだ事に加えて故障や事故が相次いだ結果一部車両が運用を離脱する事態になり、車両不足が生じた。そこで、これらの車両の置き換えや輸送力増強を目的に1988年以降ドイツのデュースブルク市電で余剰となった車両を譲受する事となった。これが520形である。
元はデュッセルドルフ車両製造が1971年（3両）と1973年 - 1974年（15両）の2度に分けて製造した車両で、500形と同型の片運転台・3車体連接式のマンハイム形であった。長らくデュースブルク市電の主力車両として使用されたが、路線の高規格化（シュタットバーン化）の影響により余剰となった経緯を持つ。
合計18両が製造されたが、グラーツ市電に譲渡されたのは火災により1983年に廃車となった1両を除いた17両（521 - 537）であり、1989年から営業運転に投入された後1994年までに導入が行われた。これらの車両は後継となる超低床電車に置き換えられる2015年10月22日まで使用された。

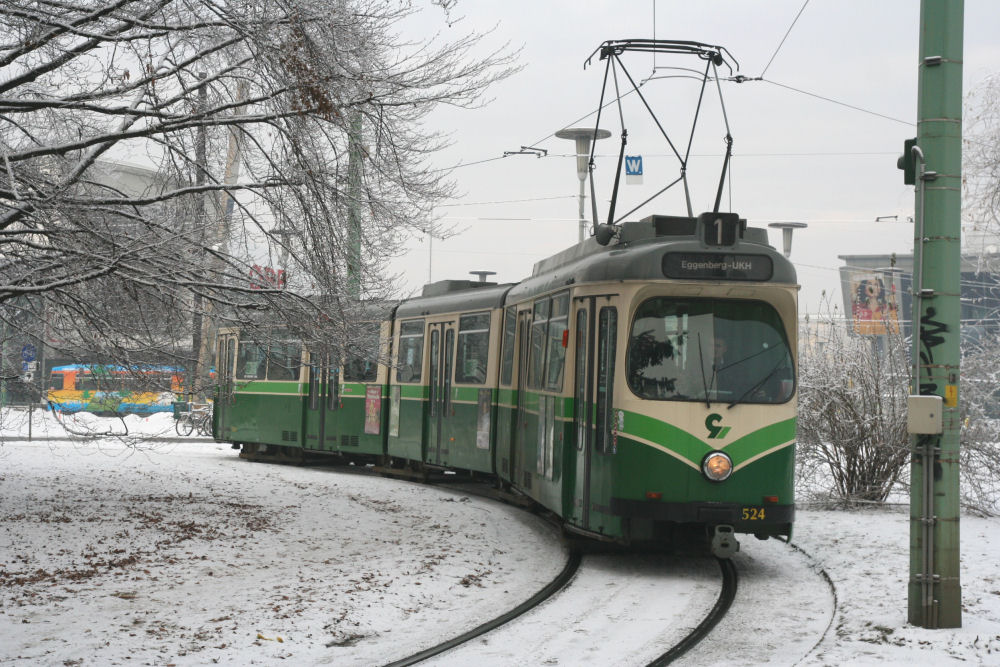
524（2011年撮影）
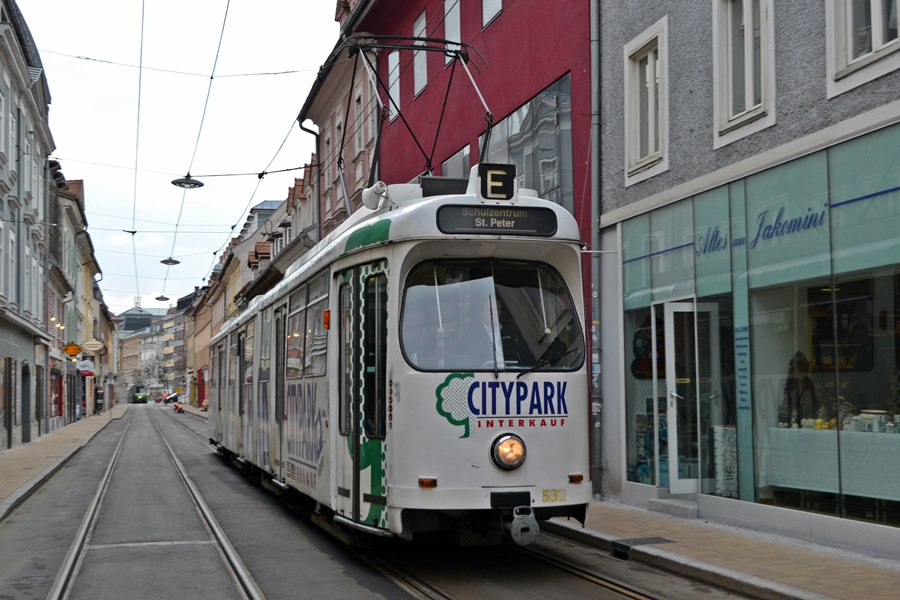
532（2013年撮影）
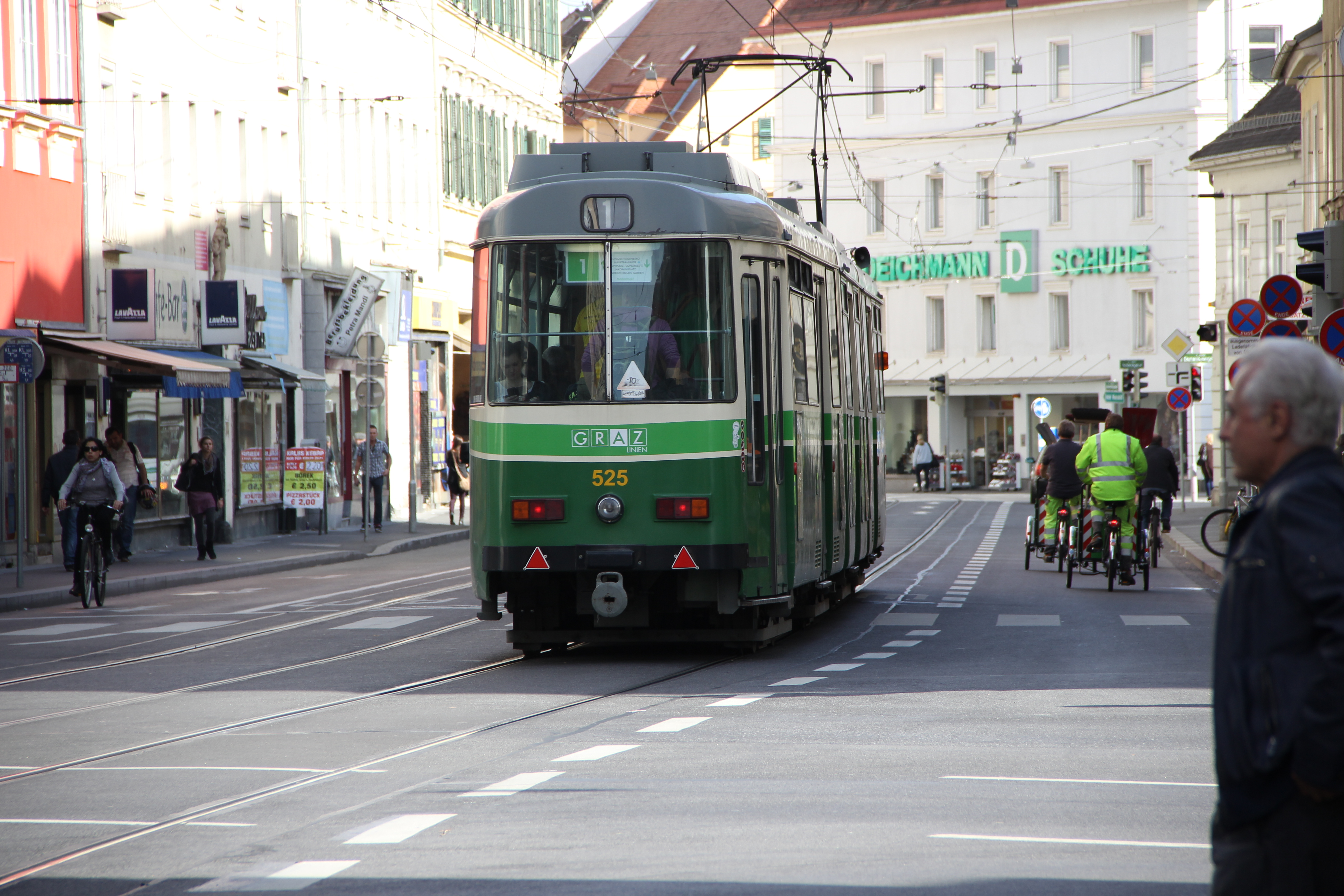
525（後方）（2000年撮影）